# Moscheea Imamului Ridha
Moscheea Imamului Ridha este o moschee din orașul Mashhad, Iran. Ea este cea mai mare moschee din Iran și una dintre cele mai mari din lume. De asemenea, este unul dintre cele mai sfinte locuri ale musulmanilor șiiți. Importanța ei se datorează faptului că aici este îngropat Ali al-Ridha , considerat de șiiți ca fiind al optulea imam. Tot aici se află și mormântul lui Harun al-Rashid, celebrul calif din Bagdad ce apare în multe povești din O mie și una de nopți.

## Istorie
În anul 818 imamul Ridha a fost otrăvit de către califul Al-Ma'mun și îngropat în lângă mormântul lui Harun al-Rashid din orașul Mashhad. După acest eveniment, musulmanii, mai ales cei șiiți, au început să meargă în pelerinaj la mormântul său. 
La sfârșitul secolului al IX-lea a fost construit peste mormântul său un altar și o cupolă, iar în jurul mormântului au fost construite mai multe clădiri și bazaruri. În anul 993 altarul a fost distrus de către un rege numit Saboktakin. Cu toate acestea, în anul 1009, fiul sultanului Mahmood Ghaznavi a ordonat ca altarul să fie restaurat.
În anul 1150 sultanul Sanjur, din dinastia Selgiucidă a renovat sanctuarul, transformândul în moschee, după vindecarea miraculoasă a fiului său în altar. Moscheea a fost extinsă în anul 1310 sub patronajul lui Muhammad Khodabande, un lider mongol convertit la șiism. În anul 1333 marele explorator Ibn Battuta a vizitat orașul Mashhad și a scris în jurnalul său de călătorie că orașul este plin de pomi fructiferi iar deasupra sa se vede un dom uriaș cu ziduri colorate, referinduse la moschee.
În anul 1601 șahul Abbas I cel Mare ordonă renovarea și înfrumusețarea sanctuarului. Atunci, pereții au fost decorați cu caligrafi coranice colorate iar domul și cele două minarete de lângă el au fost acoperite cu aur. În prezent, sanctuarul cuprinde 8 curți, 3 fântâni, 4 săli de rugăciune și de citit și 8 minarete.

## Importanță religioasă
Moscheea Imamului Ridha are o importanță semnificativă pentru musulmanii șiiți. Este un important loc de pelerinaj, imamul Ridha fiind singurul imam șiit înhumat pe teritoriul Iranului. Cu toate că aici se află și mormântul califului Harun al-Rashid, el nu este considerat a fi sacru.

## Galerie de imagini

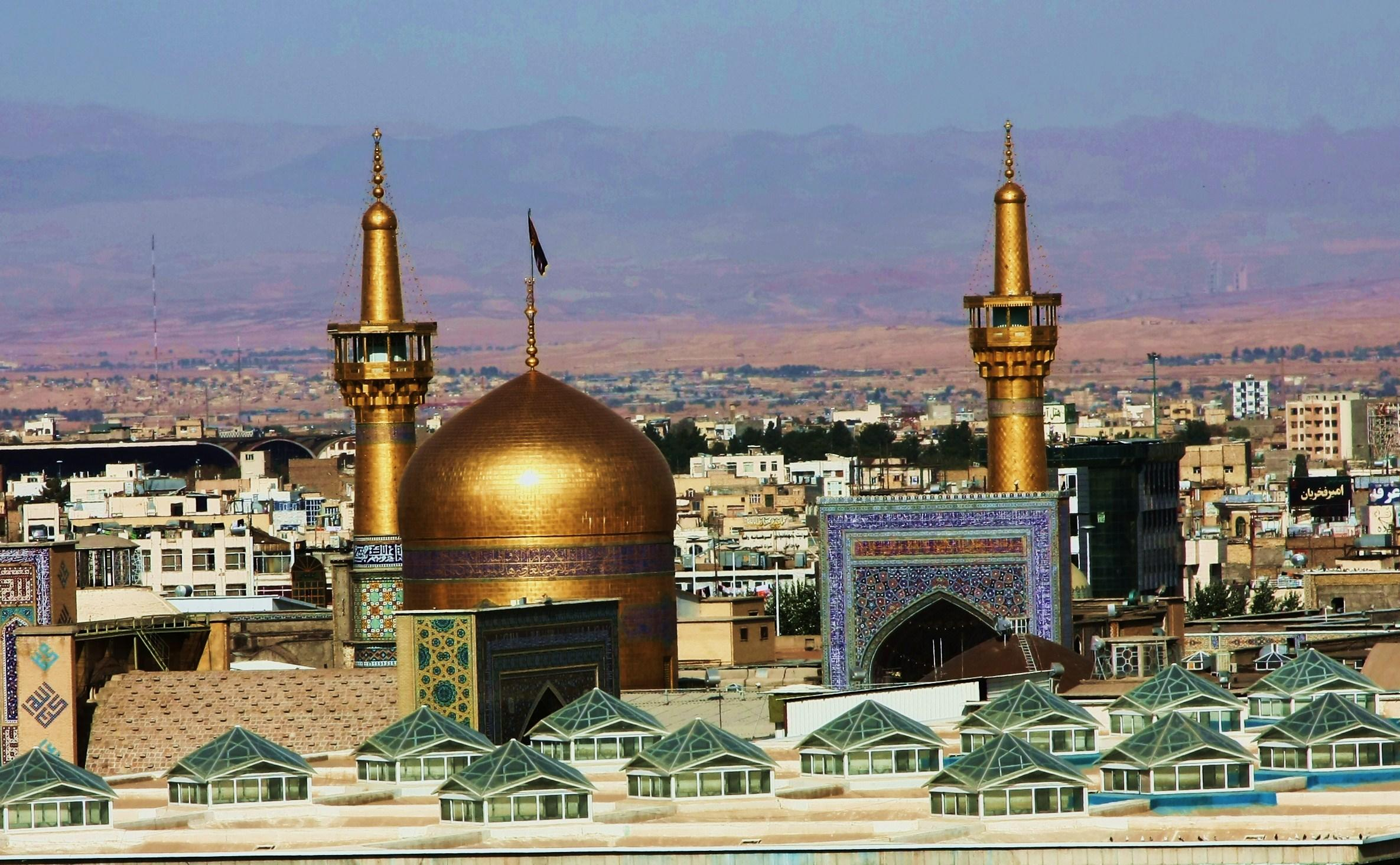
Domul.
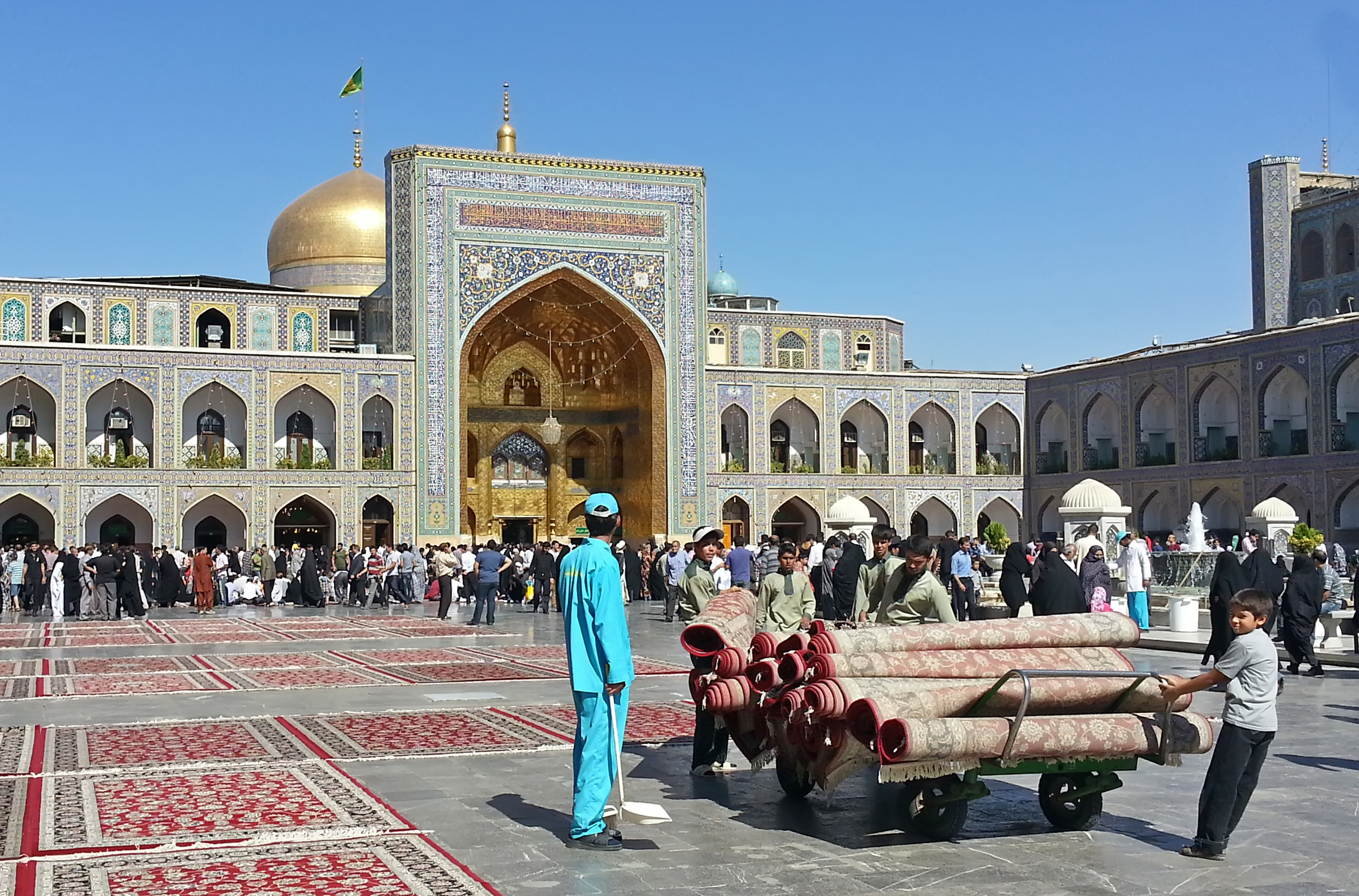
Curtea.
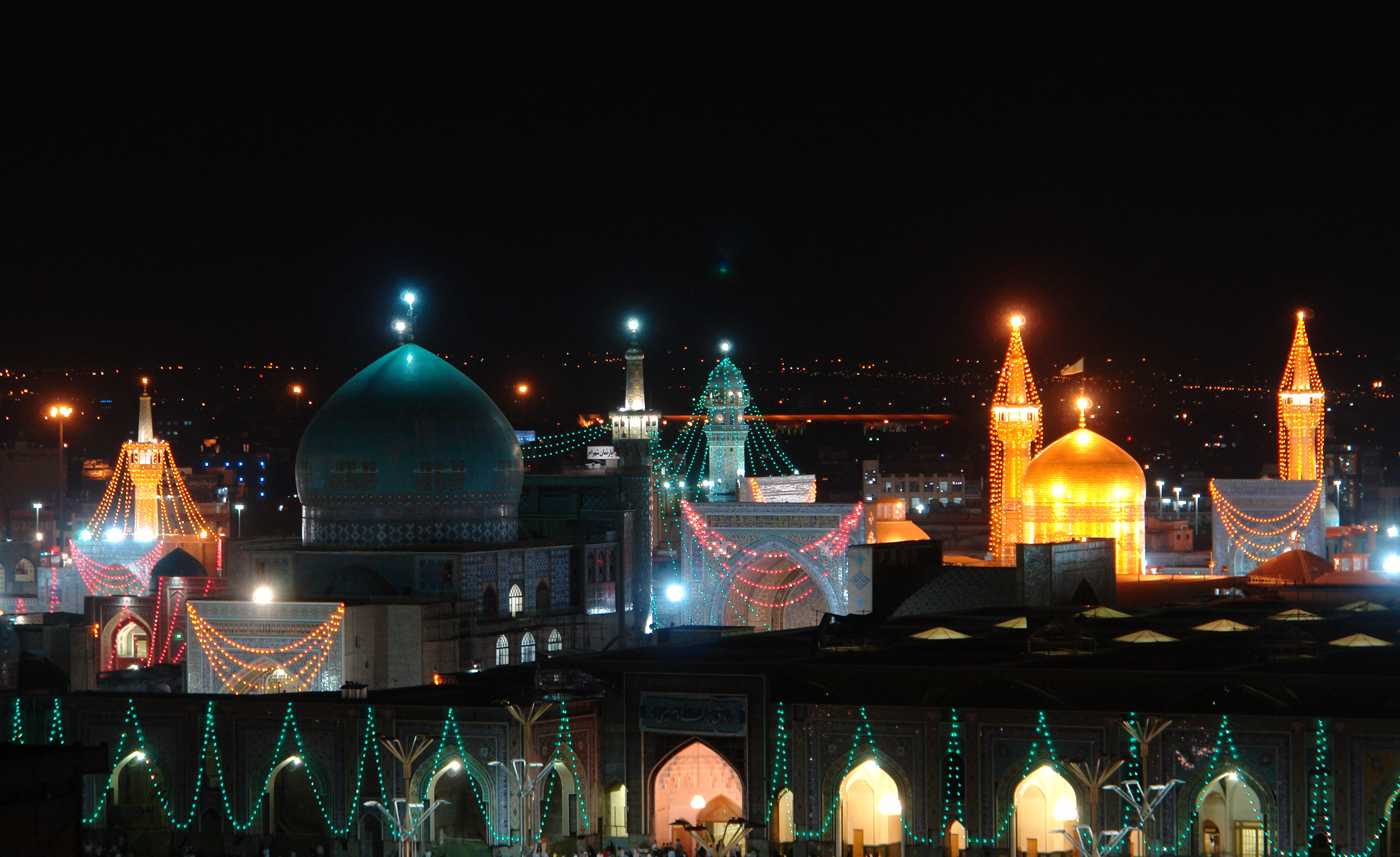
Moscheea noaptea.
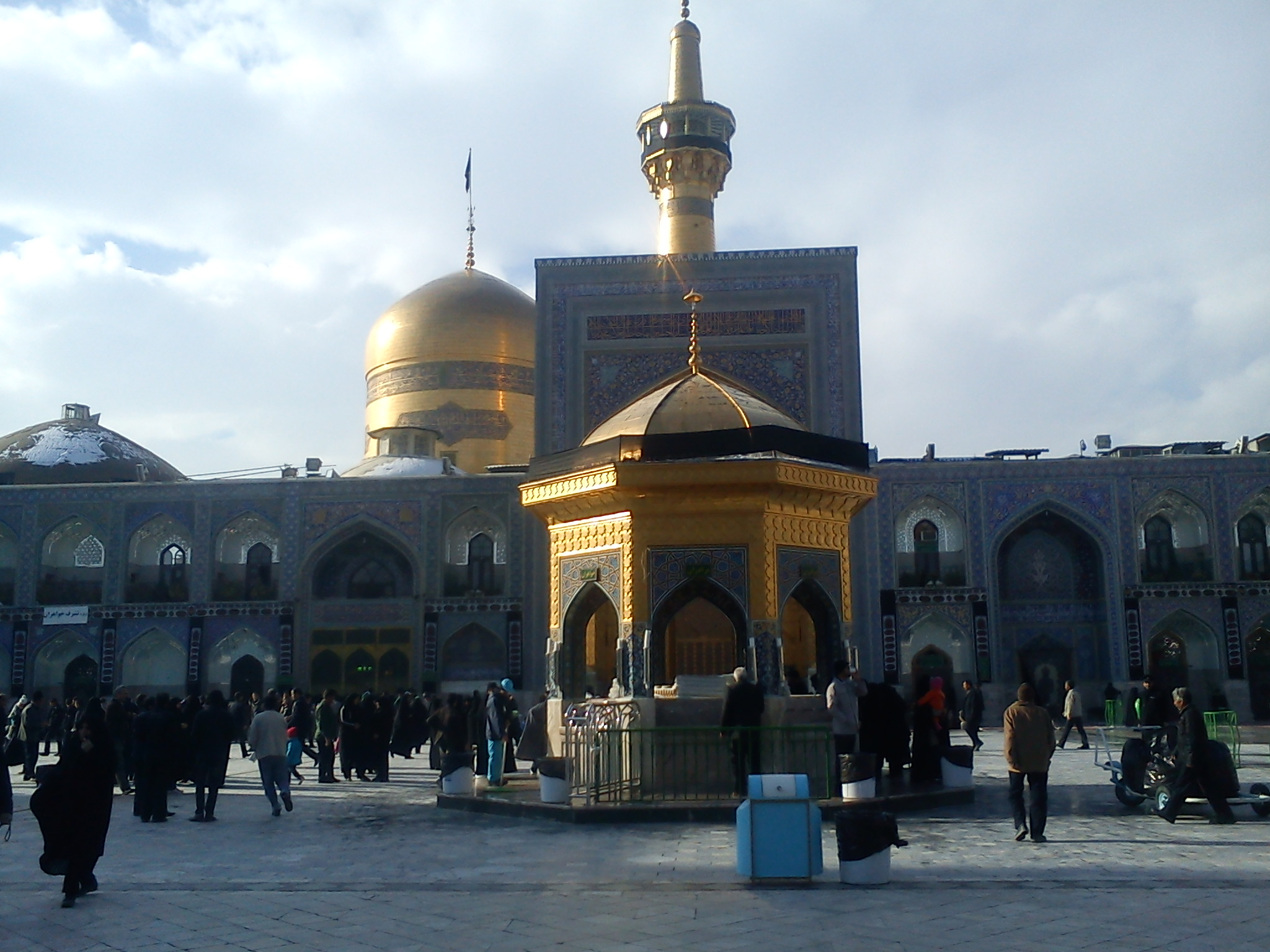
Fântână de abluțiune.